# Argyreia populifolia
Argyreia populifolia är en vindeväxtart som beskrevs av Jacques Denys Denis Choisy. Argyreia populifolia ingår i släktet Argyreia och familjen vindeväxter. Inga underarter finns listade i Catalogue of Life.